# Watchmen (film, 2024)
Pour les articles homonymes, voir Watchmen (homonymie).
Pour plus de détails, voir Fiche technique et Distribution.
Watchmen est un film d'animation américain en deux parties (Watchmen Chapter I & II), réalisé par Brandon Vietti, sorti directement en vidéo en 2024, 55e et 56e films de la collection DC Universe Animated Original Movies.
Il s'agit d'une adaptation assez fidèle du roman graphique Watchmen d'Alan Moore et Dave Gibbons, disponible seulement en VO,.

## Synopsis

### Chapter I
Dans une Amérique alternative en 1985, le meurtre du Comédien, un ancien super-héros employé par le gouvernement, pousse Rorschach, un justicier masqué, à enquêter. Il découvre un complot visant à éliminer les anciens justiciers. Ses investigations le conduisent à renouer avec ses anciens collègues : Nite Owl II, Silk Spectre II, Dr Manhattan et Ozymandias. Alors que la tension entre les États-Unis et l'Union soviétique atteint son paroxysme, les héros doivent faire face à leurs passés et à une menace imminente.

### Chapter II
Rorschach, arrêté et emprisonné, fait l’objet d’évaluations psychiatriques qui révèlent son passé troublé. Pendant ce temps, Nite Owl II et Silk Spectre II reprennent leur identité de justiciers pour l’aider. Sur Mars, Dr Manhattan est confronté à ses doutes sur l’humanité et sa propre place dans le conflit. Peu à peu, le plan d'Ozymandias se dévoile : une mise en scène d'une attaque extraterrestre simulée pour forcer les nations à s'unir face à une menace commune, au prix de millions de vies. Les héros doivent choisir entre révéler la vérité ou préserver une paix fragile bâtie sur un mensonge.

## Fiche technique
Sauf indication contraire, les informations mentionnées dans cette section peuvent être confirmées par la base de données cinématographiques IMDb,  présente dans la section « Liens externes ».
- Titre original : Watchmen Chapter I et Watchmen Chapter II
- Réalisation : Brandon Vietti
- Scénario : J. Michael Straczynski, d'après les comics d'Alan Moore et Dave Gibbons, et les personnages de DC Comics
- Musique : Tim Kelly
- Direction artistique du doublage original : Jamie Thomason
- Montage : Cris Mertens
- Animation : Studio Mir
- Production : James Krieg, Cindy Rago et Brandon Vietti
  - Production déléguée : Sam Register et Lloyd Levin
- Sociétés de production : Warner Bros. Animation et DC Studios
- Société de distribution : Warner Bros. Home Entertainment
- Pays de production :  États-Unis
- Langue originale : anglais
- Format : couleur – 1.78:1 – Son Dolby Digital – Animation 2D
- Genre : animation, super-héros, drame
- Durée : 83 minutes (Chapter I), 90 minutes (Chapter II)
- Dates de sortie :
Chapter I
  - États-Unis : 13 août 2024 (numérique), 27 août 2024 (Blu-ray/4K)
  - France : mêmes dates (en VOSTFr uniquement)

Chapter II
  - États-Unis : 26 novembre 2024 (numérique), 3 décembre 2024 (Blu-ray/4K)
  - France : mêmes dates (en VOSTFr uniquement)
- Classification :
  - États-Unis : R (interdit -17 ans)
  - France : n/a

## Distribution
- Matthew Rhys : Dan Dreiberg / Nite Owl II
- Katee Sackhoff : Laurie Juspeczyk / Silk Spectre II
- Titus Welliver : Walter Kovacs / Rorschach
- Troy Baker : Adrian Veidt / Ozymandias
- Michael Cerveris : Jonathan Osterman / Dr Manhattan
- Rick D. Wasserman : Edward Blake / Le Comédien
- Adrienne Barbeau : Sally Jupiter / Silk Spectre I
- Geoff Pierson : Hollis Mason / Nite Owl I
- Jeffrey Combs : Edgar Jacobi / Moloch le Mystique
- Phil LaMarr : Narrateur de la bande dessinée, Bernie
- Kari Wahlgren : Janey Slater, Sylvia Kovacs
- Yuri Lowenthal : Wally Weaver, Seymour David
- Jason Spisak : Doug Roth, Hector Godfrey
- John Marshall Jones : Malcolm Long, Otis
- Phil Fondacaro : Tom Ryan / Big Figure

## Production
En avril 2017, Warner Bros. annonce le développement d'une adaptation animée classée R du roman graphique Watchmen. En juin 2024, un teaser confirme que l'adaptation sera divisée en deux films. Brandon Vietti est choisi pour réaliser le projet, avec un scénario de J. Michael Straczynski et l’animation est assurée par le studio sud-coréen Studio Mir. Dave Gibbons, co-créateur de l’œuvre originale, participe en tant que consultant alors qu'Alan Moore, fidèle à sa position, refuse d’être crédité[réf. souhaitée].
Le deuxième chapitre est produit simultanément avec le premier. L’équipe créative est identique, assurant la continuité visuelle et narrative. Brandon Vietti a déclaré vouloir conserver la fidélité du roman graphique jusqu’à sa fin controversée[réf. nécessaire]. Alan Moore n’est toujours pas crédité, conformément à ses volontés[réf. souhaitée].

## Accueil

### Accueil critique
Le chapitre 1 reçoit des critiques globalement positives. Sur Rotten Tomatoes, il obtient un taux d'approbation de 92 % basé sur 11 critiques, avec une note moyenne de 7,4⁄10. Sur Metacritic, il atteint un score de 71⁄100, indiquant des avis généralement favorables. Les critiques saluent la fidélité à l'œuvre originale, même si certains regrettent un manque de prise de risque artistique.
La chapitre 2 est salué pour la puissance de sa conclusion et le respect du matériau original. Sur Rotten Tomatoes, le film obtient un taux d'approbation de 90 %, avec une note moyenne de 7,5⁄10. Les critiques notent que le film assume une tonalité plus sombre, en particulier autour des thèmes du sacrifice, de la vérité et du pouvoir.

### Box-office
Étant sorti directement en vidéo à la demande et en Blu-ray, le film ne dispose pas de résultats en salles. Il a cependant connu un bon démarrage sur les plateformes numériques, notamment auprès des amateurs du roman graphique original[réf. nécessaire].